# Національний парк «Бома»

Національний парк «Нома» — національний парк у Південному Судані на кордоні з Ефіопією. Заснований у 1986 році. Загальна площа парку 22 800 km².
Парк є важливою частиною розселення таких тварин, як Коб, Тіанг та газель Монгала. Крім того у парку поширені африканські буйволи, африканські слони, плямисті пантери, жирафи, зебри Бурчелла, Орикси, Конгоні та Гепарди.  Поряд, у Ефіопії знаходиться Національний парк «Гамбела», в якому охороняються такі ж тварини.